# 米切爾 (伊利諾伊州)
米切爾（英語：Mitchell）是位於美國伊利諾伊州麥迪遜縣的一個人口普查指定地區。

## 地理
米切爾的座標為38°45′50″N 90°04′55″W / 38.76389°N 90.08194°W，而該地最高點為海拔高度130米（即427英尺）。

## 人口
根據2010年美國人口普查的數據，米切爾的面積為1.52平方千米，當中陸地面積為1.52平方千米，而水域面積為0.00平方千米。當地共有人口1356人，而人口密度為每平方千米892.11人。